# マントン
マントン（フランス語: Menton）は、フランス、プロヴァンス＝アルプ＝コート・ダジュール地域圏アルプ＝マリティーム県のコミューン。イタリアとの国境にあり、イタリア語名はメントーネ (Mentone) 、またモナコ公国との距離は約7kmで、歴史的にも両国とかかわりがある。コートダジュールの有名な観光地である。
2019年1月、マントン初のミシュラン三ツ星レストラン「ミラジュール」が誕生した。

## 地理

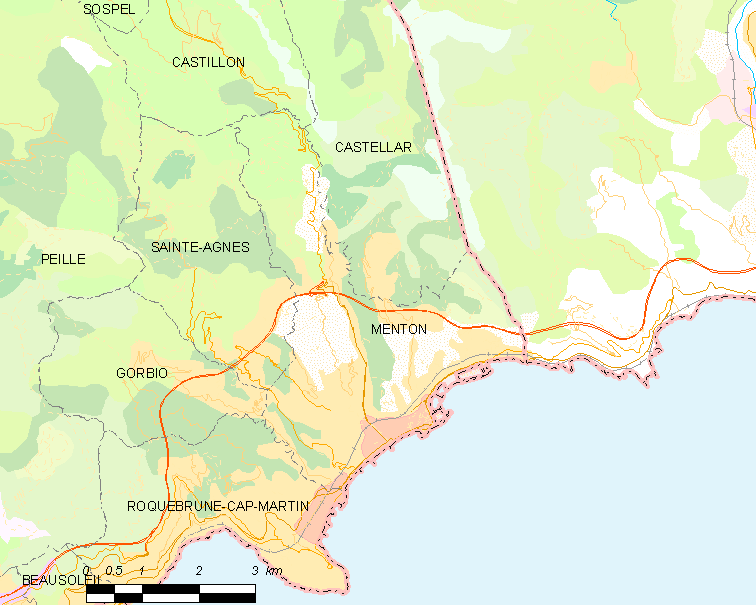
コミューンの位置

マントンはイタリアと国境を接しており、イタリア側の国境の町はヴェンティミーリアである。「フランスの真珠」（Perle de la France）という愛称がつけられている（この名称は地理学者エリゼ・ルクリュが著作のなかで記した）。町は地中海に向けて開き、鐘楼を持っている。
レモンはマントンの象徴の1つである。地中海の非常に穏やかな気候のおかげで、レモンはたわわに実をつけるのである。1928年から町ではレモン祭りが毎年2月の週末に開催されている。

### 交通
- マントン駅 - パリからTGVの直行が停車する。
- マントン＝ギャラヴァン駅 - コミューンの東部、新港の最寄り駅
- カルノレス駅 - ロクブリュヌ＝カップ＝マルタンにある駅。マントンの西側の入り口にあたり、海から数百メートルのところにある。

## 由来
1262年、地名がMentonumと記されたことが証明されている。

## 歴史

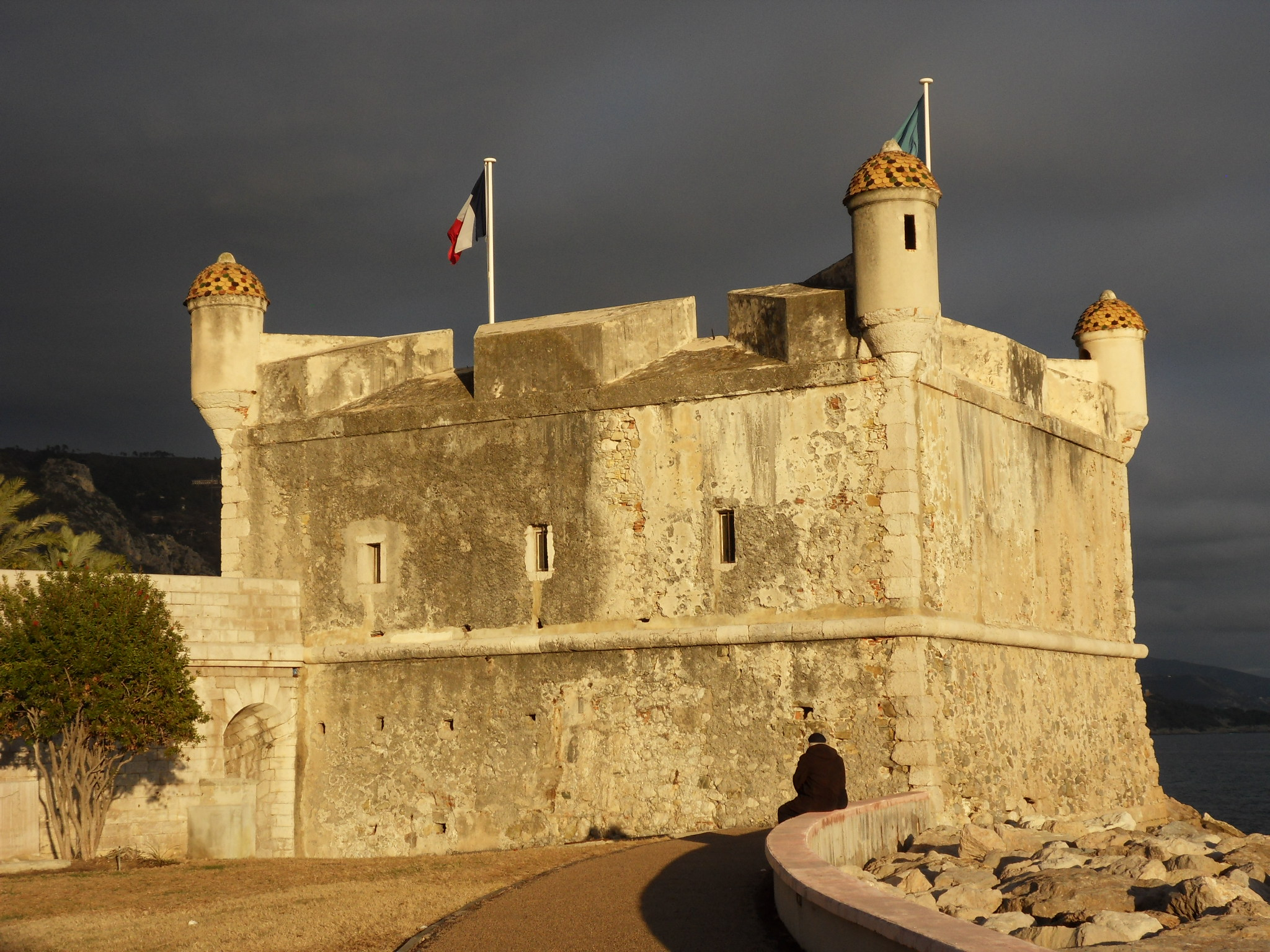
17世紀に築かれた砦

現在の町の西側にある、ペパンの丘の上には、ヴェンティミーリア伯の勢力のもとで建設された城があり、その城の周りに原型となる定住地があったと思われる。ピュイパン（Puypan、ラテン語でPodium Pinum）領主は、ほかの城を建てていたジェノヴァ共和国の一族ヴェント家のもとに降伏した。これが現在のマントンの町を生み出した。マントンについて初めて言及したのは、1262年7月21日、シャルル・ダンジューとジェノヴァの間で締結された平和条約においてである。マントンの位置は、アンジュー家が治めるプロヴァンス伯領と、ジェノヴァ共和国領との境界にあたった。当時、モナコはマントンの西側の領有を主張した。実際に、比較的に切望された地理的位置だった。
1346年、モナコ領主カルロ・グリマルディがマントンを獲得すると、マントンはモナコ領主の宗主権下に5世紀間、1848年まで置かれた。1848年にマントンは隣接するロクブリュヌとともに自由都市を宣言し、サルデーニャ王国の保護下に入った。マントンは歴史的にニース伯領に含まれたことはなかった。
その後、マントンはフランス革命時代とフランス第一帝政時代にフランスに併合された。その際は、モナコからサンレモまで含まれたアルプ＝マリティーム県の一部だった。マントンはサンレモの郡の1つだった。
モナコ公国は1814年に再建されたが、1815年にはサルデーニャ王国の保護下に置かれた。モナコ大公はマントンのために、時代遅れなやり方で、封建的な臣従をサルデーニャ王に示さねばならなかった。
ヨーロッパにおける革命の年だった1848年、マントンはロクブリュヌと同様に、モナコ公国から分離した。モナコ大公フロレスタン1世が、マントンの主要輸出品であるレモンに課税し続けたことは有名である。2つの町はサルデーニャ王国の保護を求めて自由都市を宣言し、サヴォイア家に管理された。2つの町がフランス領となったのは、ニース伯領がフランス領となった1861年である。同年に行われた住民投票で、マントンはフランス併合に力強く賛成した。フランスとサヴォイア家によって交渉が行われた。ナポレオン3世はモナコ大公シャルル3世に対して、公国が失った領土の損害賠償として、補償金として400万フランを支払った。
1940年6月24日、フランスがドイツと停戦すると、コミューン面積の2/3が1940年から1943年9月8日までイタリアに併合された。1940年5月25日にフランス人住民の避難が早くも組織され、6月3日からアンティーブとカンヌへ出発し、その後15700人のマントン住民が6月7日からピレネー＝オリアンタル県へ向かい、83のコミューンに分散し、市議会はプラードに置かれた。彼らは10月までそこにとどまり、その後戦争が終わるまでヴァール県でほとんど過ごした。
イタリア人たちは6月24日から占領を開始し、標識を変え、イタリアの都市メントーネに変えた。1943年9月から町を占領したのはドイツ軍である。彼らは、数週間にわたる爆撃のさなかの1944年9月6日に撤退した。アメリカ軍とカナダ軍がマントンに戻ったのは9月8日であった。

## 人口統計
| 1962年 | 1968年 | 1975年 | 1982年 | 1990年 | 1999年 | 2006年 | 2015年 |
| ------ | ------ | ------ | ------ | ------ | ------ | ------ | ------ |
| 19904  | 25040  | 25143  | 25086  | 29141  | 28812  | 27655  | 28231  |

参照元:1962年から1999年までは複数コミューンに住所登録をする者の重複分を除いたもの。それ以降は当該コミューンの人口統計によるもの。1999年までEHESS/Cassini、2006年以降INSEE。

## 史跡
- ル・バスティオン - マントン港に1636年に建設された砦。モナコ大公が指示した。現在は、コミューンに2か所あるジャン・コクトー美術館のうち1か所が入っている。
- 市役所 - 結婚式場として1950年代にコクトーが装飾を担当し、巨大な芸術作品に転換。コミューンの名誉市民であるバーバラ・ヘンドリックスがここで結婚式を挙げた。
- パレ・ド・ルロップ - 1909年建設の元カジノ。
- 市場 - 1898年建設。多彩色レンガと中国に発注したセラミックからなる顕著な外観。
- サン・ミシェル・アルシャンジュ教会 - 1653年完成のマイナーバシリカ。バロック様式。
- ロシア正教会の教会。1892年完成。ロシア人貴族の共同体が19世紀にこの地方にあったことを思い起こさせる。
- アノンシアード修道院

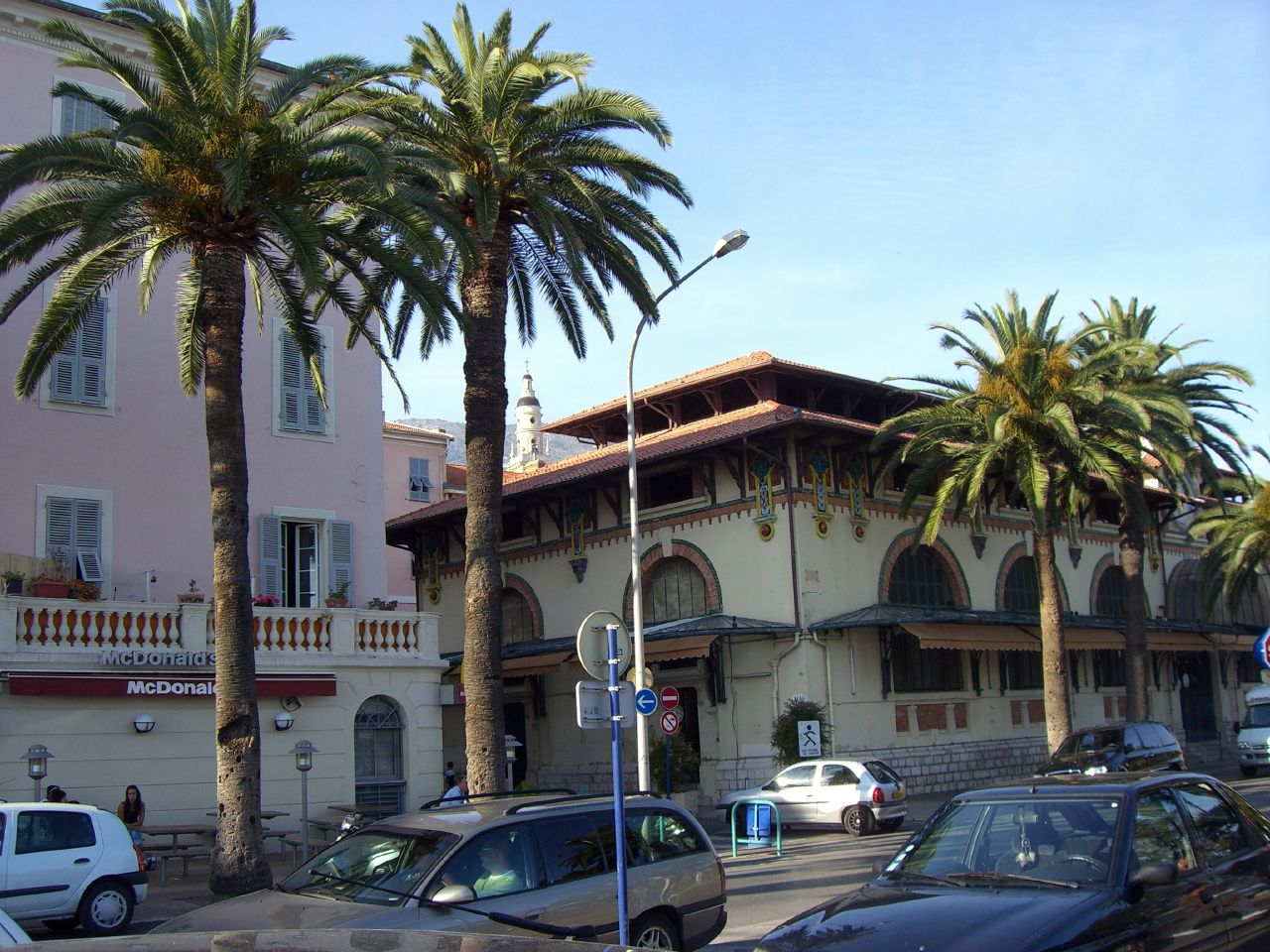
市場
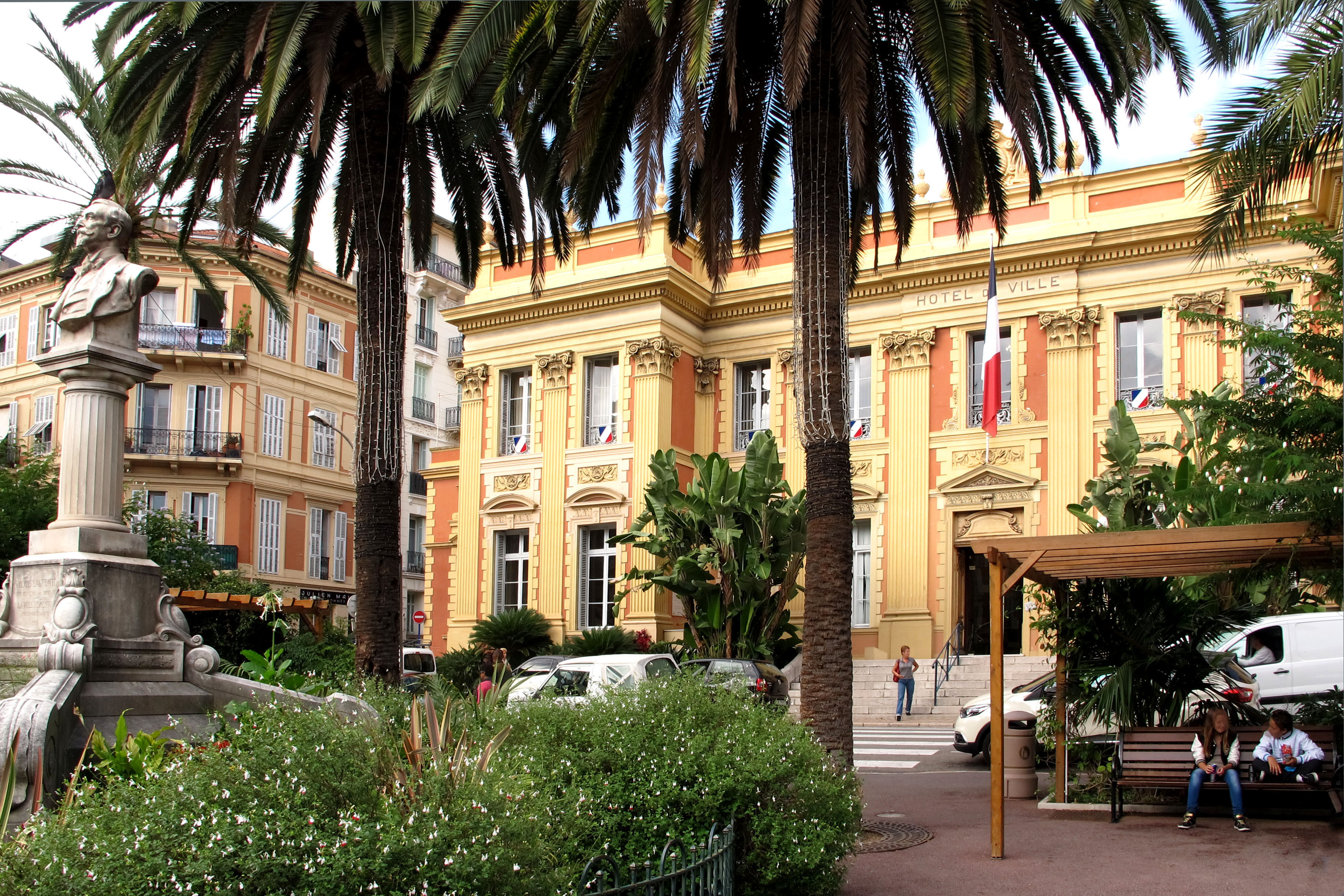
市役所
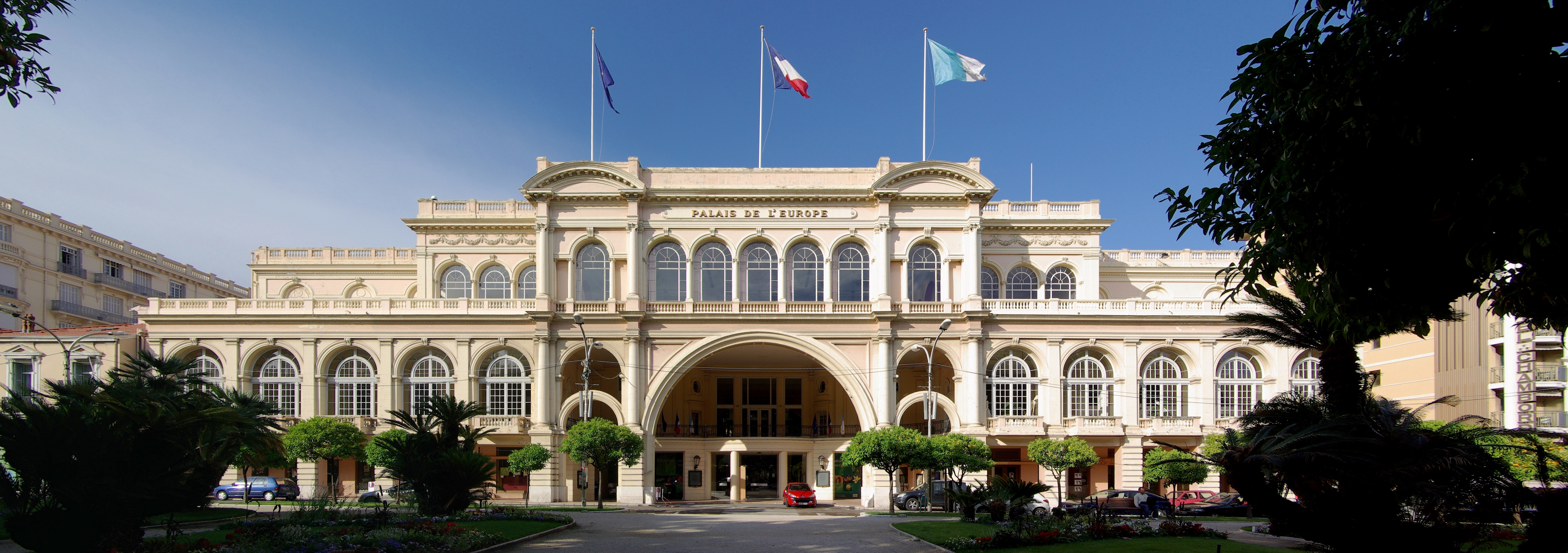
パレ・ド・ルロップ
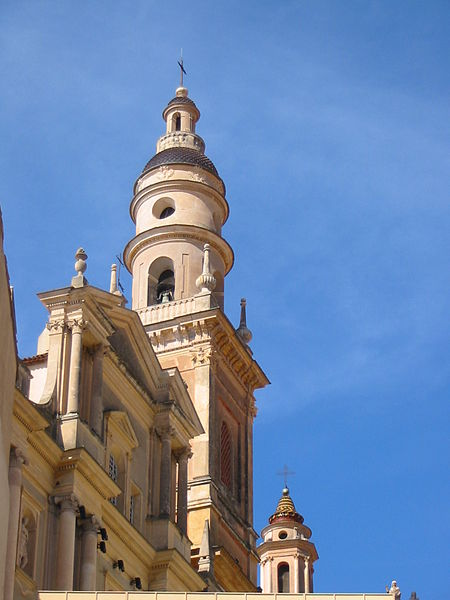
サン・ミシェル・アルシャンジュ教会
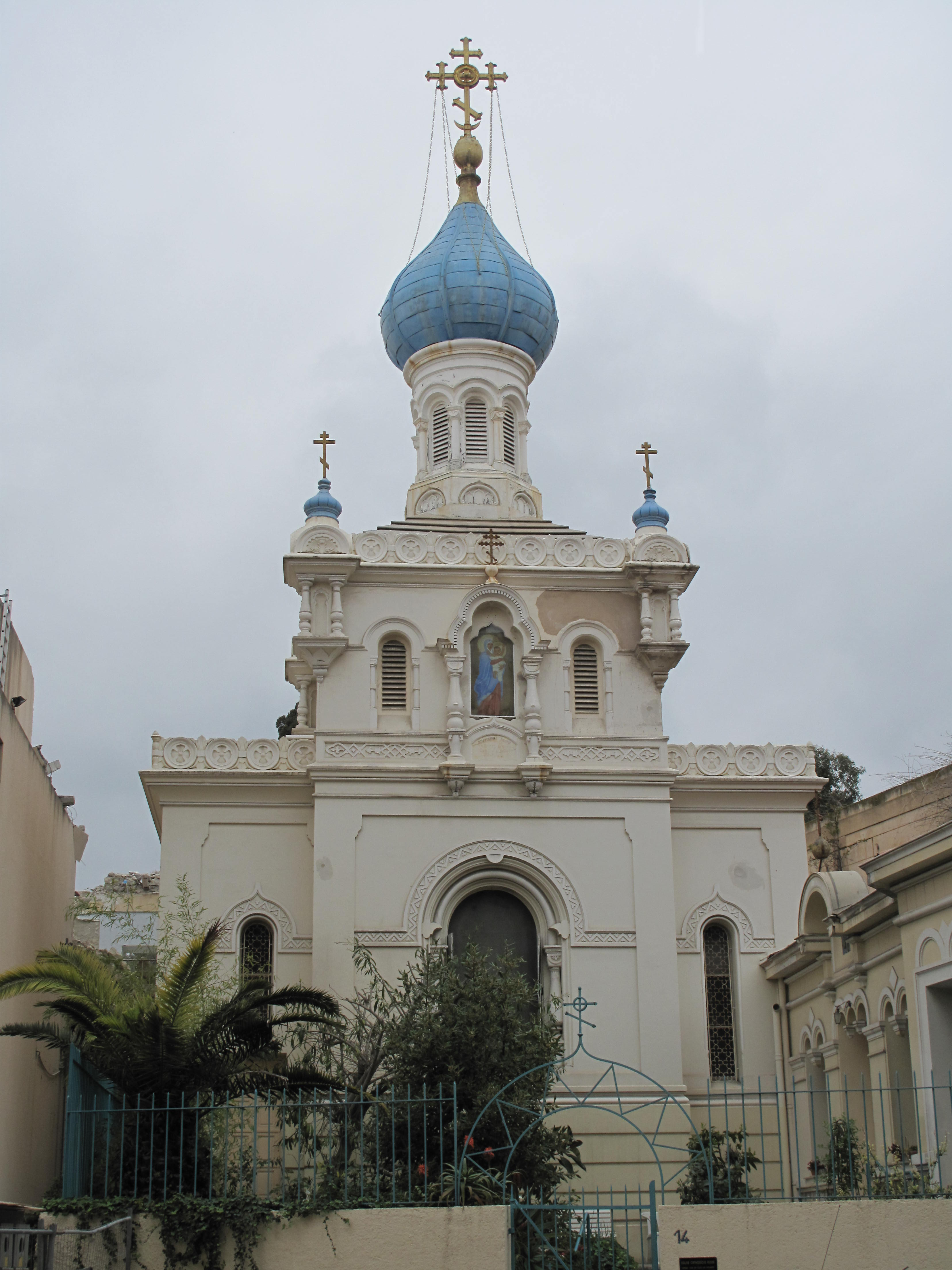
正教会教会
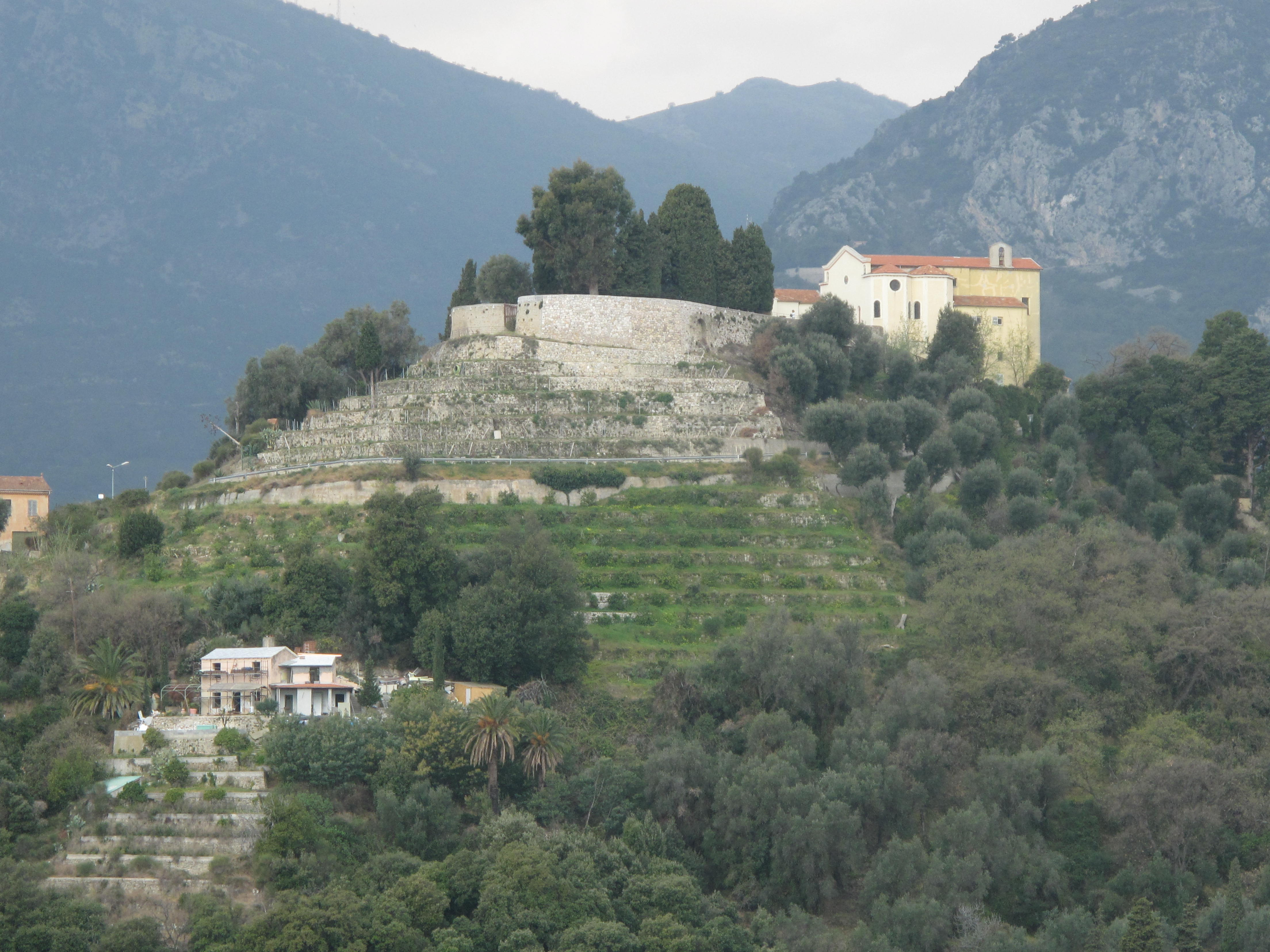
アノンシアード修道院
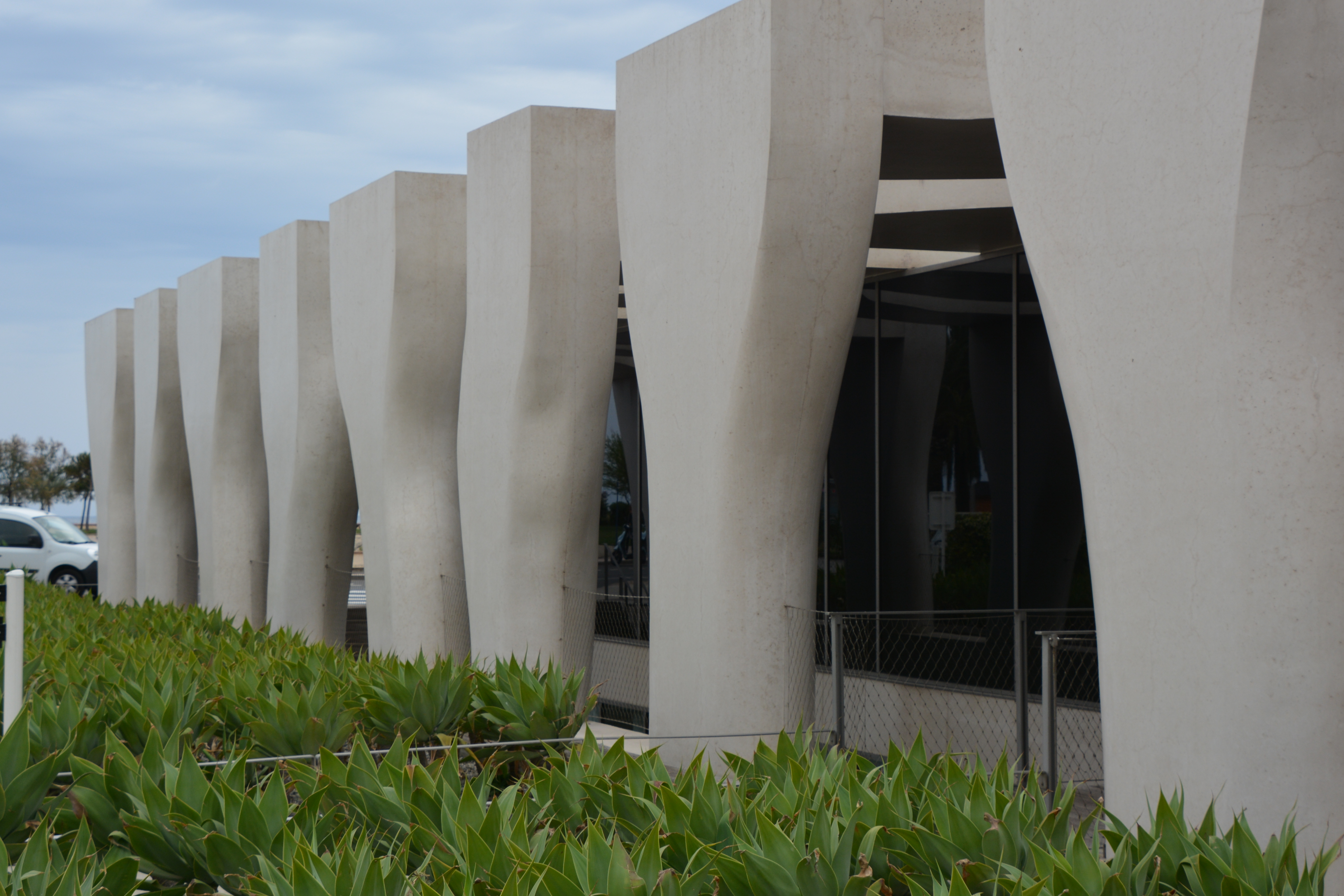
コクトー美術館

## 祝祭

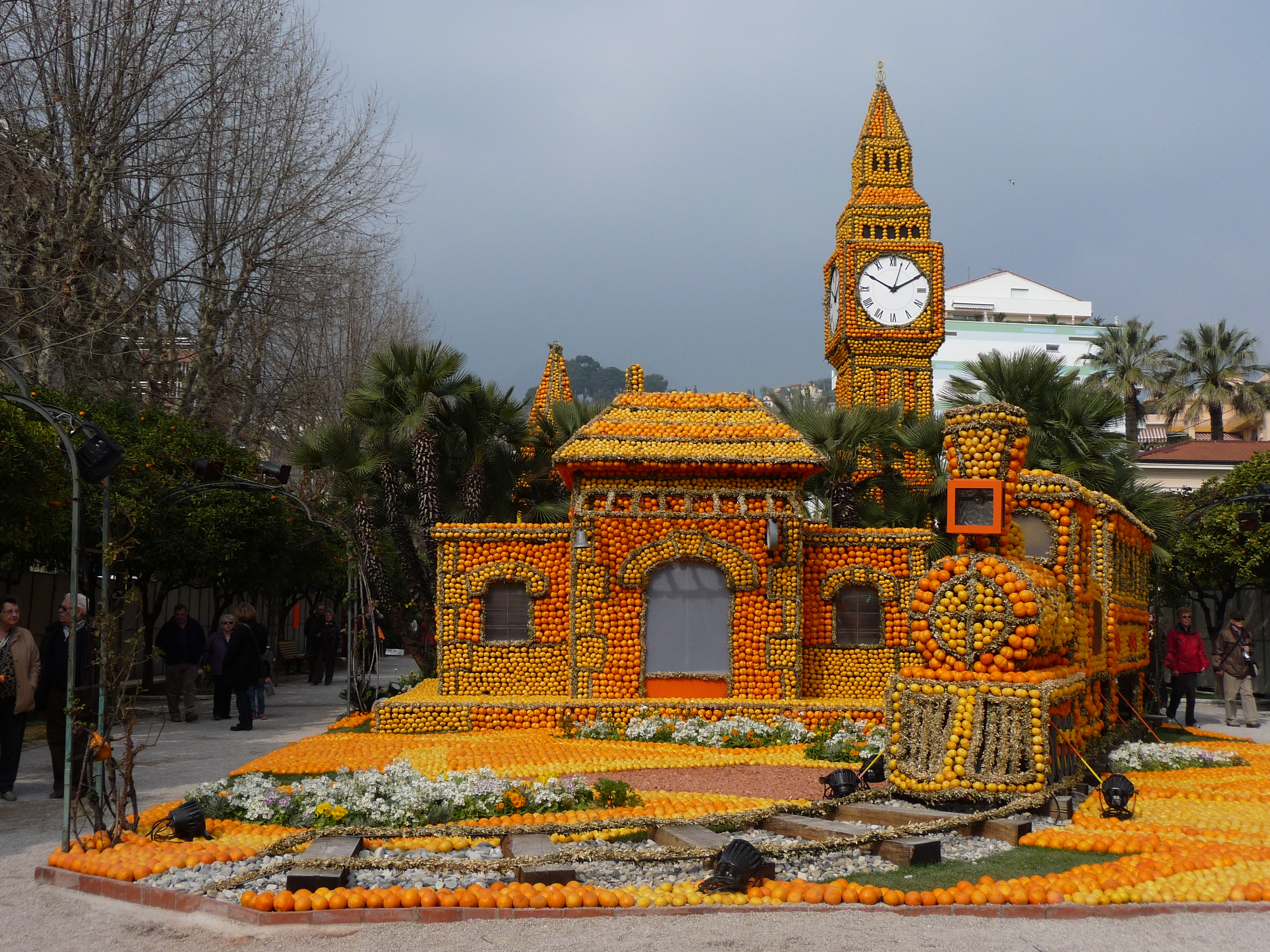
2013年のレモン祭り

マントンは毎年2月中旬から3月初めにかけて開催されるレモン祭りで知られている。レモン祭りは毎年異なったテーマが与えられ、特産品のレモンやオレンジを使ってそのテーマに沿ったオブジェが作られる。徒歩やトレーラーに乗って様々な団体がマントンの通りを練歩く。街の中心のカジノ・ガーデンは祭りのテーマに沿って、展示品を覆うようにレモンで装飾され、巨大な像が建てられレモンで覆われる。カジノ・ガーデンはマントン・クリスマス祭りの会場でもある。またマントン・クラシック音楽祭が毎年旧市街の中心部で開催される。

## 姉妹都市
- モントルー、スイス 1953年
- ノールドワイク、オランダ 1953年
- ナミュール、ベルギー 1958年
- バーデン＝バーデン、ドイツ 1962年
- ナフプリオ、ギリシャ 1966年
- ソチ、ロシア 1966年
- バレンシア、スペイン 1982年

## 出身者
- オリヴィエ・エシュアフニ - サッカー選手